# Vidual
Vidual ist eine Ortschaft und ehemalige Gemeinde in Portugal. Sie liegt an der Talsperre Santa Luzia.

## Geschichte
Vidual wurde 1815 eine eigenständige Gemeinde im Kreis von Fajão, durch Abspaltung aus der Gemeinde Unhais-o-Velho. Nach der Auflösung des Kreises Fajão 1855 kam Vidual zum Kreis Pampilhosa da Serra.
Mit dem Bau der Talsperre Santa Luzia bis 1942 ging ein Teil der Gemeinde im Wasser unter. Das Dorf Vidual de Baixo musste verlegt werden und wurde als Casal da Lapa 1943 neu eingeweiht.
Seit 2013 bildet Vidual zusammen mit Fajão eine gemeinsame Gemeinde.

## Verwaltung
Vidual war eine eigenständige Gemeinde (Freguesia) im Kreis (Concelho) von Pampilhosa da Serra. Am 30. Juni 2011 hatte die Gemeinde 82 Einwohner auf einer Fläche von 13,8 km².
Die Gemeinde bestand im Wesentlichen aus zwei Ortschaften:
- Casal da Lapa (ehemals Vidual de Baixo, „unteres Vidual“, bis zur Verlagerung des Dorfes 1943 nach dem Bau der Talsperre)
- Vidual (ehemals Vidual de Cima, „oberes Vidual“)

Im Zuge der kommunalen Neuordnung Portugals am 29. September 2013 wurde die Gemeinde Vidual mit Fajão zur neuen Gemeinde Fajão — Vidual zusammengeschlossen. Sitz der neuen Gemeinde wurde Fajão.